# Macke Nilsson
Folke "Macke" Nilsson, född 12 maj 1929 i Luleå, Norrbottens län, död där 19 mars 1982, var en svensk journalist och författare. Nilsson var chefredaktör för Aktuellt i Politiken och TV-krönikör i Aftonbladet.

## Priser och utmärkelser
- 1968 – ABF:s litteratur- & konststipendium